# Jason Bulger
Pour les articles homonymes, voir Bulger.
Jason Patrick Bulger (né le 6 décembre 1978 à Lawrenceville, Géorgie, États-Unis) est un ancien lanceur droitier de la Ligue majeure de baseball.

## Biographie

### Diamondbacks de l'Arizona
Étudiant à la Valdosta State University, Jason Bulger est drafté le 5 juin 2001, par les Diamondbacks de l'Arizona au premier tour de sélection (22e choix).
Il débute en Ligue majeure le 25 août 2005 avec les Diamondbacks.

### Angels de Los Angeles
Bulger est échangé aux Angels de Los Angeles d'Anaheim le 28 février 2006 à l'occasion d'un échange contre Alberto Callaspo.
Bluger passe six saisons à Anaheim et est particulièrement utilisé durant la saison 2009, alors qu'il effectue 64 sorties comme releveur et totalise 65 manches et deux tiers lancées. Il remporte six victoires contre une seule défaite en plus d'obtenir son premier sauvetage en carrière et maintient sa moyenne de points mérités à 3,56. Il lance trois manches et un tiers dans les séries éliminatoires qui suivent, face aux Red Sox et aux Yankees, retirant cinq joueurs adverses sur des prises mais allouant aussi quatre buts-sur-balles.
Affecté par des blessures à l'épaule, il connaît une saison 2010 plus difficile et sa moyenne atteint 4,88 en seulement 20 parties jouées.
Il commence la saison 2011 avec les Angels mais est retranché de l'équipe et rétrogradé aux ligues mineures.

### Yankees de New York
À l'âge de 33 ans, Bulger tente de relancer sa carrière en 2012 chez les Twins du Minnesota, qui lui proposent en novembre 2011 un contrat des ligues mineures. Il est libéré le 27 mars durant l'entraînement de printemps. Le 1er avril, il signe une entente des ligues mineures avec les Yankees de New York.

## Statistiques
| Saison | Équipe    | G   | GS | CG | SHO | V | D | SV | IP    | SO  | ERA   |
| ------ | --------- | --- | -- | -- | --- | - | - | -- | ----- | --- | ----- |
| 2005   | Arizona   | 9   | 0  | 0  | 0   | 1 | 0 | 0  | 10.0  | 9   | 5,40  |
| 2006   | LA Angels | 2   | 0  | 0  | 0   | 0 | 0 | 0  | 1.2   | 1   | 16,20 |
| 2007   | LA Angels | 6   | 0  | 0  | 0   | 0 | 0 | 0  | 6.1   | 8   | 2,84  |
| 2008   | LA Angels | 14  | 0  | 0  | 0   | 0 | 0 | 0  | 16.0  | 20  | 7,31  |
| 2009   | LA Angels | 64  | 0  | 0  | 0   | 6 | 1 | 1  | 65.2  | 68  | 3,56  |
| 2010   | LA Angels | 25  | 0  | 0  | 0   | 0 | 0 | 0  | 24.0  | 25  | 4,88  |
| Totaux | Totaux    | 120 | 0  | 0  | 0   | 7 | 1 | 1  | 123.2 | 131 | 4,58  |

| Saison | Équipe    | G | GS | CG | SHO | V | D | SV | IP  | SO | ERA  |
| ------ | --------- | - | -- | -- | --- | - | - | -- | --- | -- | ---- |
| 2009   | LA Angels | 4 | 0  | 0  | 0   | 0 | 0 | 0  | 3.1 | 5  | 2,70 |
| Totaux | Totaux    | 4 | 0  | 0  | 0   | 0 | 0 | 0  | 3.1 | 5  | 2,70 |

Note: G = Matches joués ; GS = Matches comme lanceur partant ; CG = Matches complets ; SHO = Blanchissages ; 
V = Victoires ; D = Défaites ; SV = Sauvetages ; IP = Manches lancées ; SO = retraits sur des prises ; ERA = Moyenne de points mérités.